# Cratere Eddington

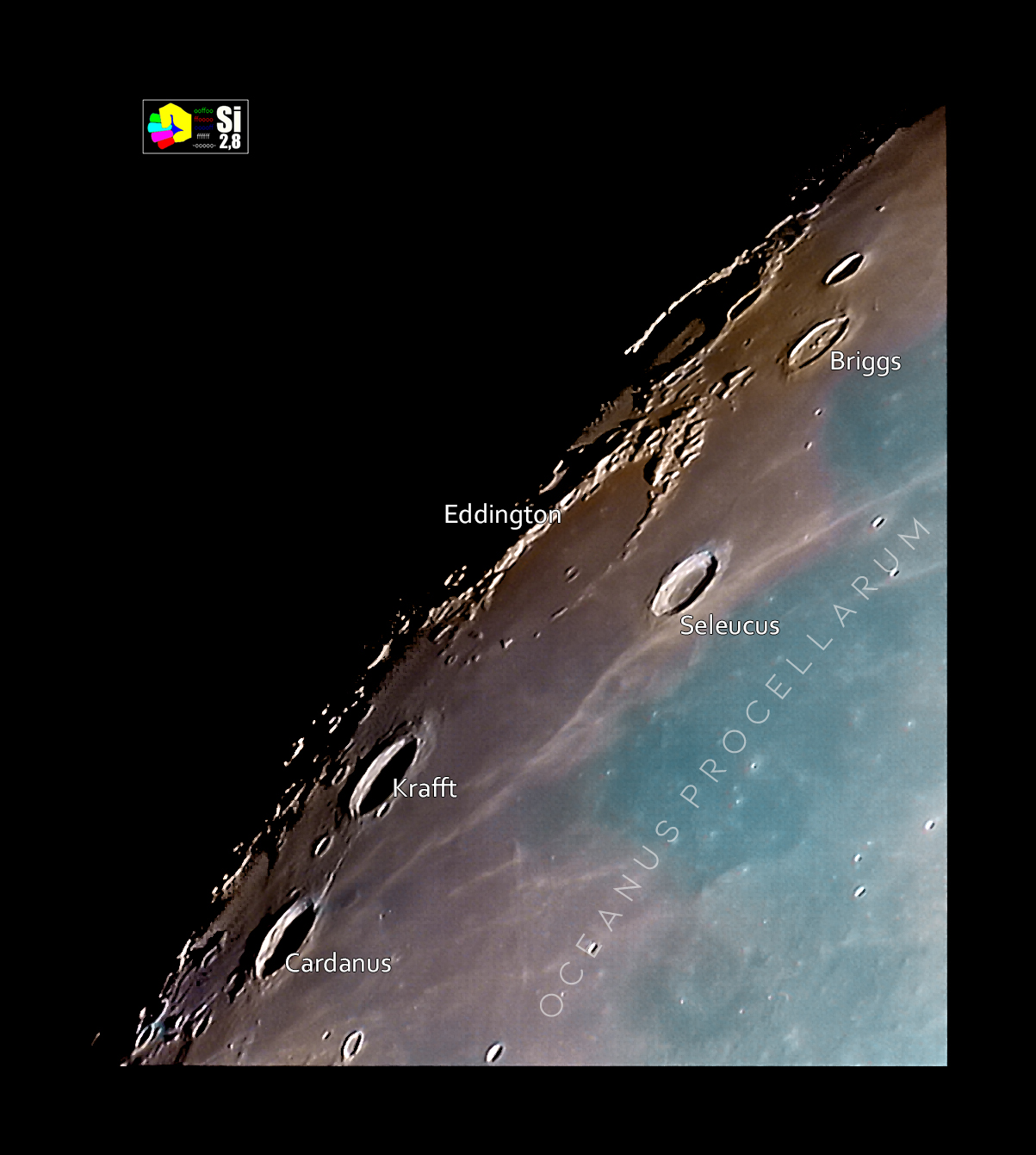
Immagine dell'area del cratere in formato selenocromatico. Vedi anche:

Eddington è un grande cratere lunare di 120,13 km situato nella parte nord-occidentale della faccia visibile della Luna, nella regione occidentale dell'Oceanus Procellarum. Il bordo occidentale è attaccato alla parete del cratere Struve. A est-sudest è presente il piccolo cratere Seleucus e a sud il cratere Krafft.
Il fondo del cratere è inondato di lava, il bordo sud e sudest è quasi completamente assente, lasciando il posto a qualche cresta e promontorio che tracciano il confine del cratere originale. Di conseguenza, Eddington è essenzialmente un avvallamento nell'Oceanus Procellarum. Il resto del bordo è consumato e irregolare, formante un arco montagnoso che è il più ampio nell'emisfero settentrionale. Il letto del cratere è praticamente libero da crateri significativi, tranne il cratere quasi sommerso Eddington P, che si trova nel settore sudest. Non c'è traccia di un eventuale picco centrale presente in passato.
Il cratere è dedicato all'astrofisico britannico Arthur Eddington.

## Crateri correlati
Alcuni crateri minori situati in prossimità di Eddington sono convenzionalmente identificati, sulle mappe lunari, attraverso una lettera associata al nome.
| Eddington | Coordinate            | Diametro (in km) |
| --------- | --------------------- | ---------------- |
| P         | 21°01′48″N 71°06′36″W | 11,43            |